# Церковь Пресвятой Девы Марии (Биллингсгейт, Лондон)
Церковь Пресвятой Девы Марии в Биллингсгейте (Сент-Мэри-Эт-Хилл; англ. St Mary-at-Hill, Billingsgate) — англиканская приходская церковь в квартале Биллингсгейт (Сити) города Лондона (Великобритания); храм на улице Ловат-лейн был основан в XII веке; нынешнее здание было частично перестроено после Великого пожара по проекту Кристофера Рена. С 1950 года входит в список памятников архитектуры.

## История и описание

### До Великого пожара
Церковь Пресвятой Девы Марии в Биллингсгейте была основана в XII веке как «Сент-Мэри-де-Халль» (St. Mary de Hull) или «Сент-Мэри-де-ла-Халле» (St. Mary de la Hulle). Средневековое здание датируется 1336 годом. Северный придел был перестроен в конце XV века, а южный придел и шпиль были добавлены немного позднее. Историк Джон Стоу, писавший в конце XVI века, описал здание как «прекрасная церковь Святой Марии, названная „на холме“ из-за подъема со стороны Биллингсгейта».
Великий лондонский пожар начался в 1666 году на соседней улице Пудинг-лейн; огонь серьезно повредил старое здание церкви. После пожара приход Девы Марии был объединен с приходом храма Святого Андрея Хаббарда (St Andrew Hubbard), располагавшемся в том же квартале; церковь Святого Андрея не восстанавливалась после Великого пожара.

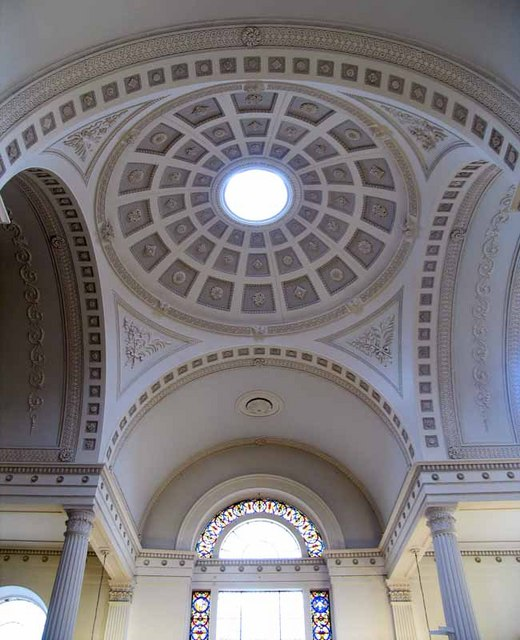
Интерьер храма (2008)

### После пожара
Архитектор Кристофер Рен перестроил интерьер и восточную часть церкви Пресвятой Девы Марии в Биллингсгейте: при этом он сохранил средневековые стены с трех сторон и западную башню-колокольню, к которой он добавил фонарь. Рен включил в свой проект венецианское окно в восточном конце здание: окно было позднее замуровано, а фронтон Рена не сохранился. В новом интерьере были представлены четыре отдельно стоящие коринфские колонны, поддерживающие цилиндрические своды в виде греческого креста и центральный купол. Церковь имеет 96 футов в длину и 60 футов в ширину.
В XVIII веке в подвале недалеко от Сент-Мэри был обнаружен клад монет, известный сегодня как «клад Мэри Хилл» (Mary Hill Hoard). Данный клад включал в себя единственный известный образец монеты с монетного двора Хорндон (Horndon mint), отчеканенной во времена короля Эдуарда Исповедника.
Начиная с XVII века в здание были внесены значительные архитектурные изменения. В 1787—1888 годах архитектор Джордж Гвилт (George Gwilt the Elder, 1746—1807) перестроил западную стену и заменил средневековую башню кирпичным сооружением. Затем, в период с 1826 по 1827 год, лондонский архитектор Джеймс Сэвидж (James Savage, 1779—1852) перестроил окна в северной стене, добавив им закругленные углы в железной раме; он также заменил своды, потолки и лепнину. В XIX веке, в 1848—1849 годах, к куполу были достроена маковка, в своде алтаря были прорезаны окна. В 1849 году резные деревянные изделия XVII века были дополнены и адаптированы к новым нуждам по проекту Гиббса Роджерса (W. Gibbs Rogers).

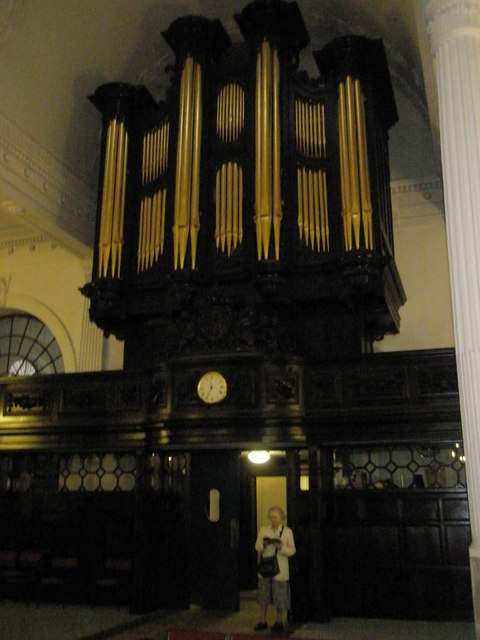
Орган храма (2008)

### После XIX века
В 1904 году приход церкви Пресвятой Девы Марии в Биллингсгейте был объединён с приходом храма Святого Георгия, располагавшегося на улице Ботольф-лейн. В результате церковь Девы Марии получила от церкви Святого Георгия подставки, тарелки, королевский герб, ряд изделий из металла, орган и его футляр. В 1939 году писатель Дорнфорд Йейтс (Cecil William Mercer, псевдоним Dornford Yates) использовал церковь Девы Марии в качестве места действия для своего триллера «Gale Warning» (Предупреждение об урагане).
Во время Второй мировой войны церковь на Ловат-лейн пережила бомбардировки «Блица»: она практически не пострадала от бомб люфтваффе. После войны, 4 января 1950 года, церковное здание было внесено в список памятников архитектуры первой степени (Grade I). Здание было сильно повреждена пожаром в 1988 году, после которого его крышу и потолок пришлось значительно отремонтировать. Хотя большая часть деревянных конструкций — в том числе церковные скамьи — пережила пожар, она не была возвращена в храм и осталась на складе. На улице Сент-Мэри-Эт-Хилл к основному зданию примыкает дом священника из кирпича и камня, построенный в 1834 году по проекту Джеймса Сэвиджа и включающий ризницу конца XVII века. Дом для священника был внесен в список памятников архитектуры второй степени (Grade II).
Изготовитель органов Мигэлл Глосетир (Mighaell Glocetir) работал в церкви Пресвятой Девы Марии в Биллингсгейте в период с 1477 по 1479 год. Возможно, это тот же человек, что и «Мигхелл Гланцетс» (Myghell Glancets), работавший на церкви Святого Михаила в Корнхилле в 1475 году. Композитор Томас Таллис состоял органистом в церкви Девы Марии между 1538 и 1539 годами. Современный орган фирмы «William Hill» был установлен в 1848 году и частично восстановлен после пожара 1988 года; его полная реставрация началась в 2000 году. В XXI веке церковь является популярным местом проведения концертов.